# نادي الحزم (الإمارات)
نادي الحزم نادي كرة قدم إماراتي من أندية الهواة يلعب في دوري الدرجة الثانية الإماراتي ويقع في أبو ظبي .